# هاري فان ديك
هاري فـان ديك (بالإنجليزية: Harry Van Dyke)‏ هو رابر وملحن ومنتج أسطوانات أمريكي، ولد في 29 سبتمبر 1972 في ديترويت في الولايات المتحدة.